# Sexy Sluts: Been There, Done That
Sexy Sluts: Been There, Done That är en amerikansk pornografisk film från 2003. Jerry Butler medverkade i filmen, efter att under ett antal år varit inaktiv i filmbranschen. Filmen är regisserad av musikern Necro för sitt filmbolag Necro Films. 

## Rollista
- Jerry Butler – sig själv
- Lanny Barbie
- Ill Bill
- Ron Braunstein
- Maria Brianna
- A.J. Khan
- Erika Kole

### Webbkällor
- Sexy Sluts: Been There, Done That på Internet Movie Database (engelska)